# 캐럴 리드
캐럴 리드 경(영어: Sir Carol Reed, 1906년 12월 30일 ~ 1976년 4월 25일)은 잉글랜드의 영화 감독이다.

## 서훈
- 1952년 기사작위(Knight Bachelor) 서임[2]

## 작품
- 바다의 사나이들(1935년)
- 뮌헨 행 야간열차(1940년)
- 킵스(1941년)
- 심야의 탈출(1947년)
- 몰락한 우상(1948년)
- 제3의 사나이(1949년)
- 뒷골목의 미소(1955년)
- 트래피즈(1956년)
- 바운티호의 반란(1962년)
- 아거니 앤 엑스터시(1965년)
- 올리버(1968년)

이 외에 《높이 오르기》,《별들이 내려온다》, 《선봉에서》, 《버림받은 자의 초상》, 《위기의 남자》, 《열쇠》, 《하바나의 사나이》, 《런닝 맨》, 《퍼블릭 아이》등이 있다.  

## 수상
- 제3회 칸 영화제 그랑프리상(1949년)
- 제6회 베를린 국제 영화제 동곰상
- 제41회 미국 아카데미상 감독상